# Oberbarnim
Oberbarnim es un municipio situado en el distrito de Märkisch-Oderland, en el estado federado de Brandeburgo (Alemania), a una altitud de 100 metros. Su población a finales de 2016 era de 1500 habs. y su densidad poblacional, 27 hab/km².